# Житомирский мясокомбинат
Житомирский мясокомбинат (укр. Житомирський м’ясокомбінат) — предприятие пищевой промышленности в Житомире.

## История

### 1920 - 1991
Кишечная мастерская «Кишпромторг» была создана в 1920 году, в 1923 - 1926 гг. при мастерской была оборудована бойня.
В ходе индустриализации в соответствии со вторым пятилетним пятилетним планом развития народного хозяйства СССР в 1936 году к зданию бойни были пристроены помещение колбасного цеха, воловня на 50 голов, свинарник и здание для посола шкур, после чего кишечная мастерская была переименована в мясокомбинат. В это время мощности комбината позволяли перерабатывать до 6 тонн мяса в сутки и производить 0,5 тонн колбасных изделий в смену.
Во время Великой Отечественной войны предприятие пострадало в ходе боевых действий и во время немецкой оккупации города (9 июля 1941 - 31 декабря 1943), но в соответствии с четвёртым пятилетним планом восстановления и развития народного хозяйства СССР было восстановлено.
В 1946 году были введены в эксплуатацию колбасный цех мощностью 1,5 т в смену и холодильник на 100 т единовременного хранения, в 1949 - 1950 гг. - сданы в эксплуатацию мясожировой цех мощностью 13 т мяса в смену и санитарная бойня.
В 1968 году в состав предприятия вошла Житомирская птицефабрика, в дальнейшем комбинат был расширен (с 5,2 га в 1970 до 18,2 га после завершения комплексной реконструкции) и реконструирован с переносом производственных мощностей на новую территорию. Первая очередь мясокомбината на новой территории была принята в эксплуатацию в 1975 году (бывшие производственные помещения комбината были переоборудованы в маслозавод). С вводом в эксплуатацию всех мощностей, Житомирский мясокомбинат стал одним из пяти крупнейших производителей мясопродуктов СССР.
В советское время мясокомбинат (вместе с тремя другими мясокомбинатами области и шестью обеспечивавшими их деятельность заготовительными совхозами входивший в состав Житомирского производственного объединения мясной промышленности) являлся одним из ведущих предприятий города и являлся крупнейшим предприятием пищевой промышленности города.
В 1990 году мясокомбинат вырабатывал 100 тонн мяса и 20 тонн колбасных изделий в смену.

### После 1991
После провозглашения независимости Украины мясокомбинат был передан в коммунальную собственность Житомирской области.
В дальнейшем, государственное предприятие было реорганизовано в арендное предприятие. В мае 1995 года Кабинет министров Украины включил комбинат в перечень предприятий, подлежащих приватизации в течение 1995 года. В 1995 году был введен в эксплуатацию консервный цех мощностью 8 туб в смену.
В 2003 году мясокомбинат вошёл в состав группы компаний «Альянс».
В 2005 году была проведена модернизация комбината (реконструированы холодильные камеры, колбасный и мясожировой цеха, установлено импортное оборудование), обновлён транспортный парк и началось создание собственной фирменной торговой сети в Житомире и Киеве.
По состоянию на начало 2008 года мясокомбинат входил в число крупнейших предприятий города. Начавшийся в 2008 году экономический кризис, увеличение импорта в страну мясных изделий и полуфабрикатов после вступления Украины в ВТО в мае 2008 года, а также вступивший в силу с 1 января 2009 года закон, отменивший нулевую ставку НДС для сельхозпроизводителей всех форм собственности при поставке ими перерабатывающим предприятиям молока или мяса в живом весе осложнили положение предприятия.
В ходе проверки деятельности комбината специалистами житомирского отделения Антимонопольного комитета Украины в 2013 году было установлено, что ООО "Житомирский мясокомбинат" изготавливал колбасы 5 сортов ("Московская", "Сервелат русский Премиум", "Сервелат московский", "Салями зернистая" и "Салями праздничная") по собственным техническим условиям, а не в соответствии с ГОСТом, при этом технология производства и вкусовые качества колбас отличались от установленных ГОСТ.
По состоянию на 8 сентября 2015 года Житомирский мясокомбинат входил в число 14 крупнейших предприятий-налогоплательщиков Житомирской области.
В 2017 году по объемам производства комбинат вошёл в число пяти крупнейших производителей мясопродуктов Украины.

## Современное состояние
Комбинат производит варёные, варёно-копчёные, полукопчёные, сырокопчёные и сыровяленые колбасы, весовые и фасованные сосиски и сардельки, а также копчёно-варёные, сырокопчёные, сыровяленые, запечёные, копчёно-запечёные и жареные мясные деликатесы, которые поступают в продажу под торговыми марками «М'ясна Гільдія», «Ранчо», «Gremio de la Сarne».
Торговая сеть предприятия состоит из 7 фирменных магазинов (5 магазинов в Киеве и 2 в Житомире). Розничные магазины и продукты известны под названием "Мясная Гильдия" (укр. М'ясна Гільдія) и "Gremio de la Carne".